# Xerophyllum
Xerophyllum is een geslacht van rechtvleugeligen uit de familie doornsprinkhanen (Tetrigidae). De wetenschappelijke naam van dit geslacht is voor het eerst geldig gepubliceerd in 1846 door Fairmaire.

## Soorten
Het geslacht Xerophyllum omvat de volgende soorten:
- Xerophyllum cortices Buckton, 1903
- Xerophyllum platycorys Westwood, 1839